# Ротерем Юнайтед
«Ро́терем Юна́йтед» (полное название — Футбольный клуб «Ротерем Юнайтед»; англ. Rotherham United Football Club, английское произношение: [ˈrɒðərəm ju:ˈnaɪtɪd 'futbɔ:l klʌb]) — английский профессиональный футбольный клуб из одноимённого города в графстве Саут-Йоркшир. Домашние матчи с 2012 года проводит на стадионе «Нью-Йорк», вмещающем около 12 тысяч зрителей.
Клуб был основан в 1925 году после слияния клубов «Ротерем Каунти» и «Ротерем Таун». Традиционно цветами команды были жёлтый и чёрный, но впоследствии изменились на красный и белый.
Выступает в Лиге 1, третьем по значимости дивизионе в системе футбольных лиг Англии.
Команда выиграла Трофей Футбольной лиги в сезоне 1995/96.

## История
История клуба берёт своё начало в далёком 1870 году. Изначально клуб был основан под названием «Торнхилл» (англ. Thornhill F.C.), позднее переименован в «Торнхилл Юнайтед» (англ. Thornhill United). Много лет ведущей командой в округе был футбольный клуб «Ротерем Таун», 3 года выступавший в Футбольной лиге, в то время как «Торнхилл Юнайтед» выступал в рамках Лиги Шеффилда и Халламшира. К рубежу веков «Ротерем Таун» обанкротился и вышел из Футбольной лиги, а позднее к Центральной лиге присоединился новый клуб с тем же названием. Тем временем улучшилось состояние «Торнхилл Юнайтед». В 1905 году клуб был признан сильнейшим в округе и сменил название на «Ротерем Каунти». В сезоне 1911/12 годов оба клуба конкурировали в Центральной лиге. В течение этого времени городские власти поняли нецелесообразность содержания двух профессиональных клубов в городе. Переговоры с обоими клубами велись с февраля по май 1925 года. В результате слияния этих клубов появилась новая объединённая команда под названием «Ротерем Юнайтед».
Официальные цвета клуба — красный и белый — были приняты в 1928 году. До этого цветами команды были чёрный и жёлтый. Более никаких изменений не произошло: в 1931 году в клубе планировалась реформация. Но она состоялась только после Второй мировой войны. После принятия рубашек с белым рукавом в стиле «Арсенала», «Юнайтед» трижды занимал второе место в лиге с 1947 по 1949 года и в итоге стал чемпионом третьего дивизиона (Северная Конференция) в 1951 году. В 1955 году «Ротерем» занял третье место во Втором дивизионе Футбольной лиги, набрав равное количество очков двумя другими командами (чемпионом лиги — «Бирмингем Сити» и клубом, занявшим второе место — «Лутон Таун»), но имея худший показатель мячей, забитых за игру. «Ротерем Юнайтед» выступал во Втором дивизионе до 1968 года. Затем результаты команды резко ухудшились, и в 1973 году команда играла в Четвёртом дивизионе. В 1975 году «Юнайтед» вернулся в Третий дивизион. Команда выиграла Третий дивизион в 1981 году, обойдя своего конкурента — «Барнсли» — на 1 очко и выбив из Лиги клуб «Шеффилд Юнайтед».
В сезоне 2021/22 команда вышла в Чемпионшип вместе с «Уиган Атлетик».

## Главные тренеры
| Имя             | Период    | Имя                 | Период    |
| --------------- | --------- | ------------------- | --------- |
| Билли Хилд      | 1925—29   | Джордж Керр         | 1983—85   |
| Стэн Дэвис      | 1929—30   | Норман Хантер       | 1985—87   |
| Билли Хилд      | 1930—33   | Джон Брекин         | 1987      |
| Рег Фриман      | 1934—52   | Дейв Кьюсак         | 1987—88   |
| Энди Смайлс     | 1952—58   | Билли Макэван       | 1988—91   |
| Том Джонстон    | 1958—62   | Фил Хенсон          | 1991—94   |
| Дэнни Уильямс   | 1962—65   | Джеммил и МакГоверн | 1994—96   |
| Джек Манселл    | 1965—67   | Дэнни Бергара       | 1996—97   |
| Томми Дохерти   | 1967—68   | Ронни Мур           | 1997—2005 |
| Джим Маканерни  | 1968—73   | Мик Харфорд         | 2005      |
| Джимми Макгиган | 1973—79   | Алан Книлл          | 2005—2007 |
| Ян Портерфилд   | 1979—81   | Марк Робинс         | 2007—2009 |
| Эмлин Хьюз      | 1981—83   | Ронни Мур           | 2009—2011 |
| Энди Скотт      | 2011—2012 | Стив Эванс          | 2012—2015 |

## Известные болельщики
Братья Чакл — почётные президенты клуба. Джейми Оливер и басист группы «Muse» Крис Уолстенхолм являются поклонниками «мельников», так же как и актёр Дин Эндрюс. Говард Уэбб известный судья также известен как фанат «Ротерема». Кроме того, барабанщик «Bring Me the Horizon» Мэтт Николлс — поклонник, и даже «забил гол» для клуба.